# Tipula forcipula
Tipula forcipula är en tvåvingeart som beskrevs av Mannheims 1966. Tipula forcipula ingår i släktet Tipula och familjen storharkrankar.
Artens utbredningsområde är Italien. Inga underarter finns listade i Catalogue of Life.